# 養父市コミュニティバス
養父市コミュニティバス（やぶしコミュニティバス）は、兵庫県養父市で運行しているコミュニティバスである。
養父市に合併される前の旧関宮町にて運行していた、関宮町営バス（せきのみやちょうえいバス）についても記述する。

## 沿革
全但バスでは、但馬地域の高齢化や人口の減少、移動手段のマイカー化等により、バスの乗客が減少しているため、合理化等の経営改善策を実施してきたが、今後さらにバス路線の休止を含めた大合理化を実施することが発表された。
- 2008年10月1日 全但バスが運行していた路線を引き継ぎ、運行開始。
- 2009年4月1日 運行体制を変更。[1]
  - 八鹿コミュニティバス長寿の郷線を廃止。
  - 八鹿コミュニティバス三谷長寿線を八鹿駅 - 寄宮口間を廃止、市町村有償運送による「宿南ふれあい号」に変更。
  - わいわいバス唐川線を廃止、代わりに市町村有償運送による「建屋タッキー号」運行開始。
  - 八鹿コミュニティバス八鹿岩崎線、わいわいバス高中線、畑線の火曜・木曜を登校日通学時間帯のみの運行に変更。関宮ふれあいバスは通学利用便を除き関宮地域局 - 出合ターミナル間を廃止。

## 概要
- 運行は全但バス八鹿営業所に委託されている。但し、宿南ふれあい号、建屋タッキー号は自家用有償旅客運送での運行で、養父市が運行主体となり地元の自治会に運行を委託している。
- 年末年始は全便運休となる。

## 路線
詳細な運行案内は、外部リンクを参照のこと。
（停留所名）は一部の便のみ停車。＜停留所名／停留所名＞はどちらかを経由。
八鹿コミュニティバス
- 八鹿駅 - 下小田 - 伊佐公民館 - 大江岩崎口 - 奥大江 - 岩崎
  - 伊佐公民館 - 大江岩崎口 - 奥大江 - 岩崎間の区間便は大江岩崎口で全但バスと接続。
  - 月曜日・水曜日・金曜日のみ運行（祝日及び年末年始は運休）。ただし、一部の便は火曜日・木曜日も運行（春休み・夏休み・冬休みは運休）。

宿南ふれあい号
- 寄宮口 - 宿南小学校 - 奥三谷 - 青山二又 - 青山
  - 寄宮（寄宮口から徒歩連絡）で全但バスと接続。
  - 月曜日・水曜日・金曜日のみ運行（祝日及び年末年始は運休）。

わいわいバス
- Yタウン - 上野 - 養父庁舎 - 養父中学校 - （浅野小学校 - ）稲津 - （大坪 - ）畑上
  - 月曜日・水曜日・金曜日のみ運行（祝日及び年末年始は運休）。ただし、一部の便は火曜日・木曜日も運行（春休み・夏休み・冬休みは運休）。
- Yタウン - 養父庁舎 - 上野 - 大屋橋 - 養父明神 - 養父駅 - 大塚 - 大薮 - 口米地 - 高中 （← 山中）
  - Yタウン・養父庁舎発は全便高中止まり。
  - 月曜日・水曜日・金曜日のみ運行（祝日及び年末年始は運休）。ただし、一部の便は火曜日・木曜日も運行（春休み・夏休み・冬休みは運休）。

建屋タッキー号餅耕地線
- 建屋診療所 - 餅耕地
  - 建屋診療所で全但バスと接続。
  - 月曜日・水曜日・金曜日のみ運行（祝日及び年末年始は運休）。

建屋タッキー号唐川線
- 井の坪 - 唐川
  - 井の坪で全但バスと接続。
  - 月曜日・水曜日・金曜日のみ運行（祝日及び年末年始は運休）。

関宮ふれあいバス
- （関宮地域局 -） 出合ターミナル - ハチ高原
  - 土曜日・日曜日・祝日及び年末年始は運休。
- （関宮地域局 -） 出合ターミナル - 鵜縄公会堂前 - 轟
  - 土曜日・日曜日・祝日及び年末年始は運休。

### かつて運行していた路線
八鹿コミュニティバス長寿の郷線
- 八鹿駅 - いきいきドーム

わいわいバス唐川線
- Yタウン - 餅耕地 - 唐川

## 関宮町営バス

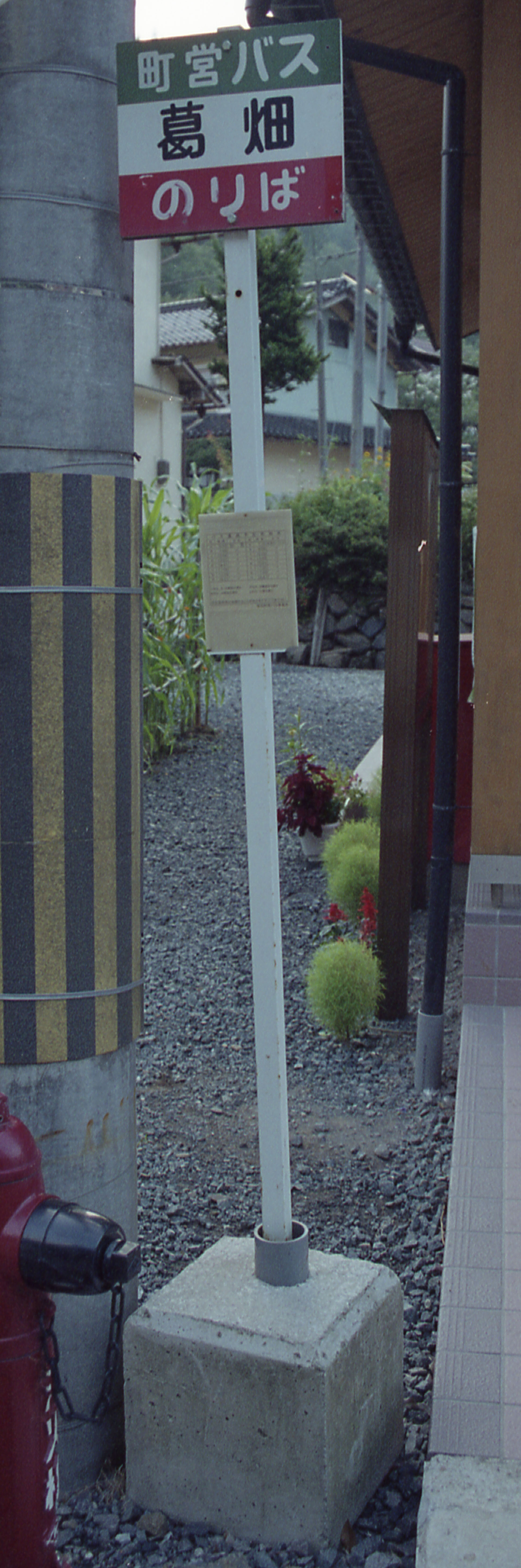
関宮町営バスのバス停

合併前の関宮町が、自家用自動車（白ナンバー車）による有償運送（いわゆる80条バス）として運行していた自治体バスである。関宮町の直営で運行されていた。現在旧町営バスの路線は「関宮ふれあいバス」に引き継がれている。

### 路線
以下の路線があった。
別宮線
- 町営ターミナル - 鹿倉口 - 葛畑 - 葛畑スキー場 - 別宮
  - 1月1日～1月3日は運休。

鵜縄線
- 町営ターミナル - 鵜縄公会堂前 - 鵜縄
  - 日曜・祝祭日及び1月1日～1月3日は運休。

轟線
- 町営ターミナル - 轟
  - 日曜・祝祭日及び1月1日～1月3日は運休。

### 車両
- 関宮町所有の2台の車両を使用していた。

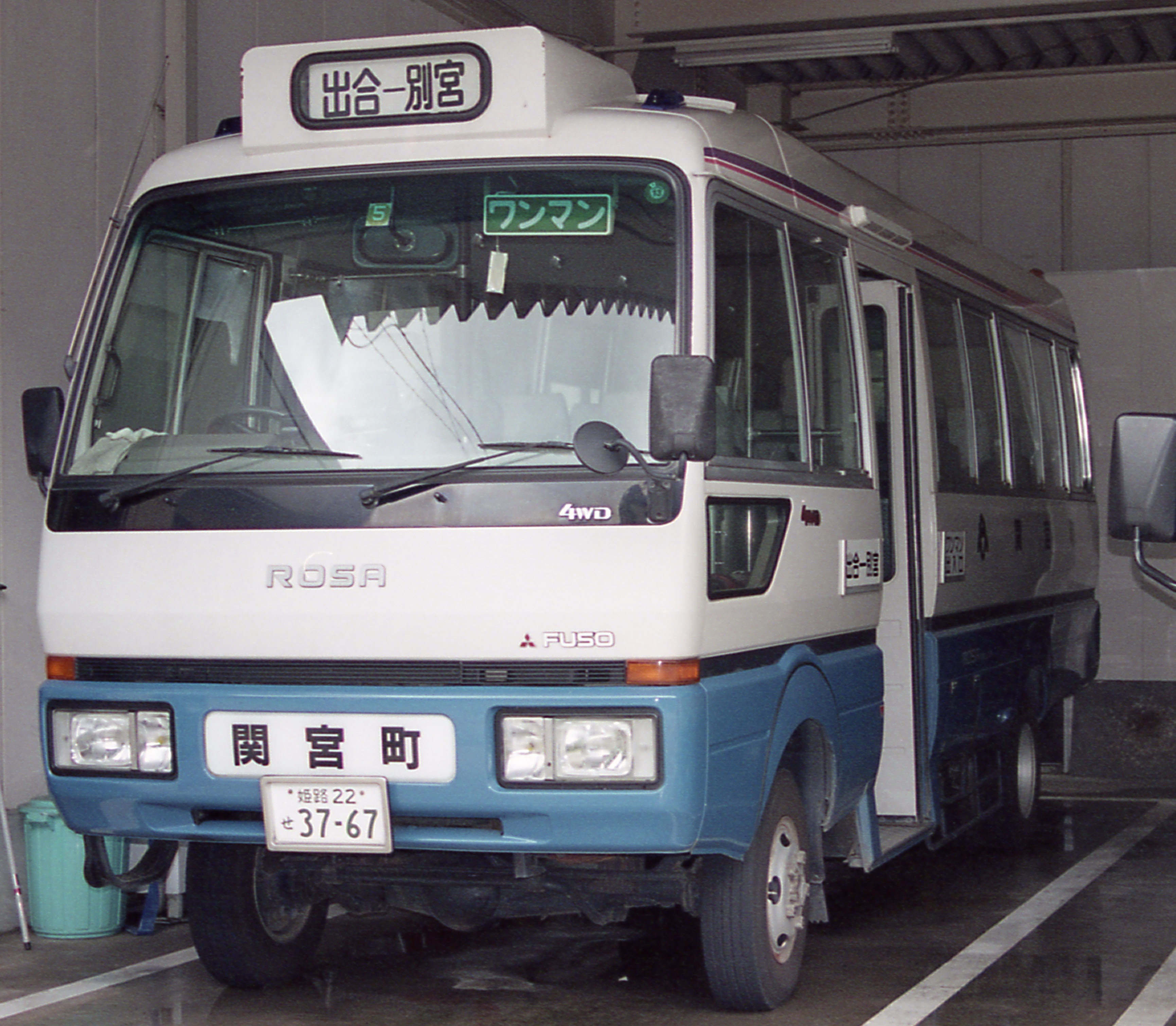
関宮町営バスの車両（2001年当時）
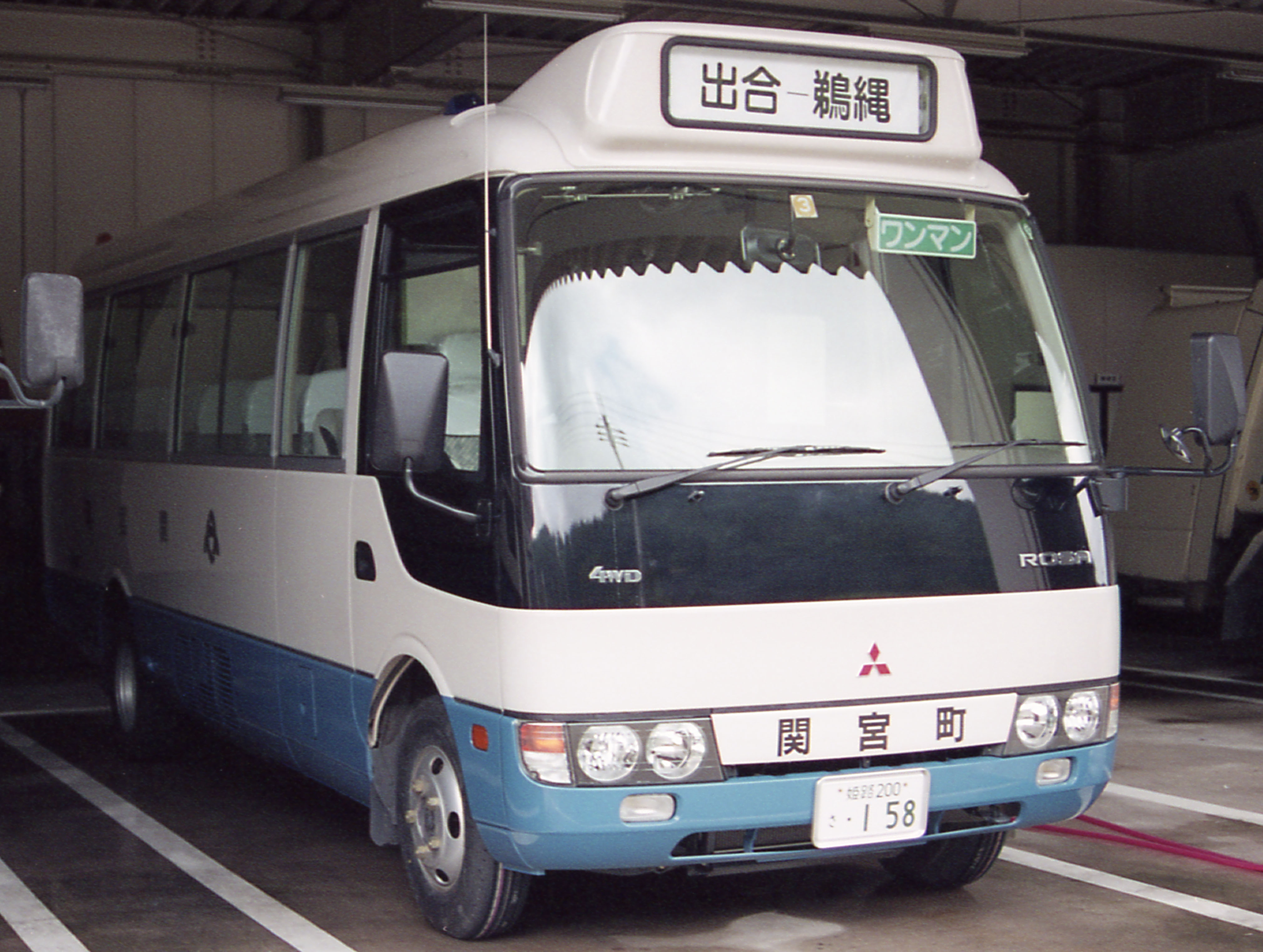
関宮町営バスの車両（2001年当時）